# Liste der Bürgermeister von Honolulu

Das Siegel der City und des County Honolulu im US-Bundesstaat Hawaii.

Diese Liste führt alle Bürgermeister der City bzw. des County Honolulu im US-Bundesstaat Hawaii seit dem Jahre 1909 auf.
Der Bürgermeister von Honolulu ist der drittmächtigste Politiker von Hawaii hinter dem Gouverneur und dem Vizegouverneur von Hawaii. Nachdem das Bürgermeisteramt bereits um 1900 geschaffen und 1907 abgeändert wurde, wurde, nach der offiziellen Eingemeindung mit 30. April 1907, erst im Jahre 1908 mit Joseph J. Fern der erste Bürgermeister Honolulus gewählt, der daraufhin am 4. Januar 1909 seine erste Amtszeit begann. Der Bürgermeister löste den Gouverneur von Oʻahu ab, der davor von ca. 1796 bis 1893, in einer ähnlichen Position im Königreich Hawaiʻi tätig war. Davor wiederum gab es seit Jahrhunderten den sogenannten aliʻi nui von Oʻahu, den Herrscher über Oʻahu, eine der vier großen Inseln Hawaiis.
Die jeweilige Amtsperiode dauert vier Jahre und die Wahlen sind unparteiisch; der Sitz des Bürgermeisters ist das denkmalgeschützte Honolulu Hale in Downtown Honolulu. Nach Hawaiischer Tradition wird die Ehefrau des amtierenden Bürgermeisters mit dem zeremoniellen Titel der First Lady of Honolulu geehrt.
Der amtierende Bürgermeister ist der 1952 geborene Kirk Caldwell, der offiziell seit 2. Januar 2013 in seinem Amt ist und, nachdem er im November 2016 wiedergewählt wurde, seit Januar 2017 seine zweite Amtszeit bestreitet.
Der am längsten amtierende Bürgermeister war Frank Fasi, der von 1969 bis 1981, sowie von 1985 bis 1994 im Amt war. Der am zweitlängsten amtierende Bürgermeister war John H. Wilson, der es auch auf die meisten Amtszeiten brachte (1920 bis 1927, 1929 bis 1931 und 1947 bis 1955).
| Foto              | Bürgermeister     | Amtszeit  | Partei                     |
| ----------------- | ----------------- | --------- | -------------------------- |
| Joseph J. Fern    | Joseph J. Fern    | 1909–1915 | Demokratische Partei       |
| John C. Lane      | John C. Lane      | 1915–1917 | Republikanische Partei     |
| Joseph J. Fern    | Joseph J. Fern    | 1917–1920 | Demokratische Partei       |
| John H. Wilson    | John H. Wilson    | 1920–1927 | Demokratische Partei       |
| Charles N. Arnold | Charles N. Arnold | 1927–1929 | Republikanische Partei     |
| John H. Wilson    | John H. Wilson    | 1929–1931 | Demokratische Partei       |
| George F. Wright  | George F. Wright  | 1931–1938 | Republikanische Partei     |
| Charles Crane     | Charles Crane     | 1938–1941 | Republikanische Partei     |
| Lester Petrie     | Lester Petrie     | 1941–1947 | Demokratische Partei       |
| John H. Wilson    | John H. Wilson    | 1947–1955 | Demokratische Partei       |
|                   | Neal Blaisdell    | 1955–1969 | Republikanische Partei     |
|                   | Frank Fasi        | 1969–1981 | Demokratische Partei       |
|                   | Eileen Anderson   | 1981–1985 | Demokratische Partei       |
|                   | Frank Fasi        | 1985–1994 | Republikanische Partei     |
|                   | Jeremy Harris     | 1994–2004 | Demokratische Partei       |
| Mufi Hannemann    | Mufi Hannemann    | 2005–2010 | Demokratische Partei       |
| Peter Carlisle    | Peter Carlisle    | 2010–2013 | Unabhängiger / Parteiloser |
| Kirk Caldwell     | Kirk Caldwell     | 2013–2021 | Demokratische Partei       |
| Rick Blangiardi   | Rick Blangiardi   | seit 2021 | Unabhängiger / Parteiloser |